# Charles Spence Bate

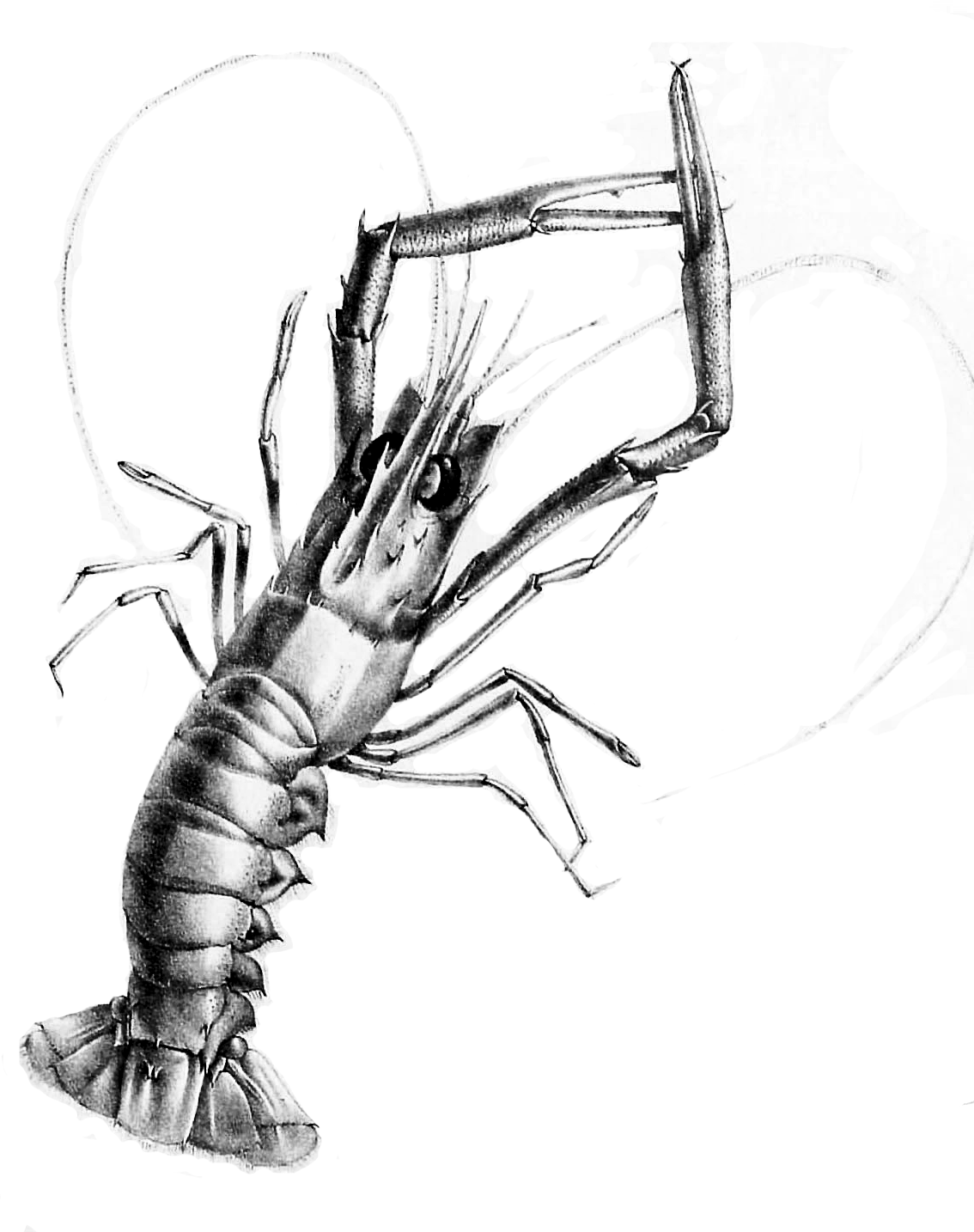
Ilustración de Metanephrops Challengeri del "Informe sobre los Crustacea Macrura recopilados por el H.M.S. Challenger durante los años 1873-1876" de C. S. Bate

Charles Spence Bate, FRS (16 de marzo de 1819, Truro, Cornualles-29 de julio de 1889, Devon) fue un zoólogo y dentista británico.

## Biografía
Era aborigen de Trenick House, Truro, hijo de Charles Bate (1789-1872) y de Harriet Spence (1788-1879). Charles adoptó el "Spence Bate" como su apellido, quizás para distinguirse de su padre, y usar ese nombre consistentemente en sus publicaciones; también fue utilizado constantemente por sus contemporáneos para referirse a él.
Practicó la odontología primero en Swansea, y luego en Plymouth, haciéndose cargo de la práctica de su padre. He was president of the Odontology Society.
Fue una autoridad en crustáceos, por lo cual fue elegido fellow of the Royal Society en 1861, y fue un frecuente corresponsal de Charles Darwin, principalmente en relación con su interés compartido en barnacles. Junto con John Obadiah Westwood, escribieron, en 1868, "A history of the British sessile-eyed Crustacea". Escribió reportes sobre crustáceos recolectados durante la HMS Expedición Challenger de 1872 a 1876.
Falleció el 29 de julio de 1889, en The Rock, South Brent, Devon y fue inhumado en el Cementerio de Plymouth.

## Familia
El 17 de junio de 1847, en la iglesia de Littlehempston, cerca de Totnes, se casó con Emily Amelia, hija de John Hele y hermana del Rev. Henry Hele, rector; falleciendo el 4 de abril de 1884, dejando dos hijos y una hija. 
Bate se casó en segundas nupcias en octubre de 1887.

## Legado

### Eponimia[5]
- Pseudoparatanais batei (G. O. Sars, 1882)
- Amphilochus spencebatei (Stebbing, 1876)
- Scyllarus batei (Holthuis, 1946)
- Costa batei (Brady, 1866)
- Periclimenes batei (Holthuis, 1959)

## Abreviatura (zoología)
La abreviatura Bate  se emplea para indicar a Charles Spence Bate como autoridad en la descripción y taxonomía en zoología.